# Puspan
Puspan is een bestuurslaag in het regentschap Probolinggo van de provincie Oost-Java, Indonesië. Puspan telt 1611 inwoners (volkstelling 2010).